# Panure à l'anglaise
 (signalé en mai 2025).
Si vous disposez d'ouvrages ou d'articles de référence ou si vous connaissez des sites web de qualité traitant du thème abordé ici, merci de compléter l'article en donnant les références utiles à sa vérifiabilité et en les liant à la section « Notes et références ».
- Archive Wikiwix
- Bing
- Cairn
- DuckDuckGo
- E. Universalis
- Gallica
- Google
- G. Books
- G. News
- G. Scholar
- Persée
- Qwant
- (zh) Baidu
- (ru) Yandex
- (wd) trouver des œuvres sur Wikidata

La panure à l'anglaise est une méthode pour paner une viande, un poisson, une croquette, etc.
1. Poser la pièce sur un lit de farine tamisée et répéter l'opération sur toutes les faces. Par des tapotements légers, on élimine l'excédent.
2. Passer ensuite dans des œufs battus éventuellement assaisonnés et huilés. Bien répartir et laisser s'écouler l'excédent en passant éventuellement le doigt.
3. Passer dans la chapelure ou une panure tamisée.

La pièce est alors prête à frire ou à sauter.
Les opérations 2 et 3 peuvent être répétées plusieurs fois si on veut une croûte plus épaisse ou plus résistante.
La chapelure peut être remplacée partiellement ou totalement par d'autres ingrédients : amandes pilées, graines de sésame, herbes aromatiques sèches, poivre concassé, etc. Si on mélange la chapelure à du parmesan râpé, on parlera plutôt de panure à la « milanaise ».